# Jean Augustin Alexis Sauvage
Jean-Augustin-Alexis Sauvage est un ingénieur mécanicien français né à Villiers-le-Bel le 17 septembre 1791 et mort à Passy le 7 octobre 1857.

## Biographie
Le jeune apprenti Sauvage apprend la mécanique dans l'atelier du serrurier Gamin. En 1816, le jeune ingénieur se lie d'amitié avec l'homme d'affaires anglais  Windsor, venu établir le gaz d'éclairage en France. Il reçoit la charge de monter les usines à gaz dans la ville de Paris, du passage des Panoramas et du palais du Luxembourg. De 1820 à 1830, Sauvage, véritable directeur technique, est chef d'éclairage de Paris et des théâtres royaux.
On lui doit les premiers moyens de contrôle dans la distribution du gaz, à savoir :
- le timbrage des becs de gaz
- la réalisation industrielle des compteurs (parfois appelés compteur Sauvage jusqu'en 1880)

Il réalise également les premiers chauffages à vapeur et invente un système qui permet d'abaisser et d'élever les lustres à gaz dans les salles de spectacle.
En 1849, lui et sa femme sont grièvement blessés dans l'explosion et l'incendie du gazomètre de l'Opéra de Paris dont il avait été, 25 ans auparavant, l'inventeur et le constructeur. Il eut la présence d'esprit de fermer les vannes du gazomètre et sauva l'Opéra d'une destruction complète.
Une médaille de 2e classe lui est attribuée lors de l'Exposition universelle de 1855.